# 布斯·塔金頓
布斯·塔金頓（英語：Booth Tarkington，1869年7月29日—1946年5月19日），美國小說家、劇作家，最著名的小說是《安柏遜大族》（The Magnificent Ambersons）、《艾莉絲·亞當》（Alice Adams）。他在威廉·福克納、約翰·厄普代克後第三位兩次贏得普立茲小說獎的小說家。

## 外部連結
- Booth Tarkington的作品  - 古騰堡計劃
- Works by Booth Tarkington at Internet Archive
- WorldCat 聯合目錄中布斯·塔金頓的著作或與之相關的著作
- Booth Tarkington在互联网电影资料库（IMDb）上的資料（英文）
- 互聯網百老匯資料庫（IBDB）上布斯·塔金頓的資料（英文）
- 互联网外百老汇数据库（IOBDB）上布斯·塔金頓的資料（英文）
- 在Find a Grave上的布斯·塔金頓
- PoliticalGraveyard.com entry （页面存档备份，存于）
- Biography from Colby College collection of his papers （页面存档备份，存于）
- Booth Tarkington （页面存档备份，存于） at Fantastic Fiction
- The Judy Room "Presenting Lily Mars" Section. （页面存档备份，存于）
- Booth Tarkington Civic Theatre （页面存档备份，存于）